# مغستان أكبر (رباطات)
مغستان أکبر (بالفارسية: مغستان اکبر) هي قرية تقع في إيران في قسم رباطات الريفي. يقدر عدد سكانها بـ 86 نسمة بحسب إحصاء 2016.